# I. e. 138
Évszázadok: i. e. 3. század – i. e. 2. század – i. e. 1. század
Évtizedek: i. e. 180-as évek – i. e. 170-es évek – i. e. 160-as évek – i. e. 150-es évek – i. e. 140-es évek – i. e. 130-as évek – i. e. 120-as évek – i. e. 110-es évek – i. e. 100-as évek – i. e. 90-es évek – i. e. 80-as évek
Évek: i. e. 143 – i. e. 142 – i. e. 141 – i. e. 140 –  i. e. 139 – i. e. 138 – i. e. 137 – i. e. 136 – i. e. 135 – i. e. 134 – i. e. 133

## Események

### Róma
- Publius Cornelius Scipio Nasica Serapiót és Decimus Junius Brutus Callaicust választják consulnak.
- P. Cornelius consul olyan vehemenciával hajtja végre a sorozást (állítólag azért, hogy macedoniai praetorként elszenvedett korábbi vereségéért bosszút álljon a pannonokon), hogy Caius Curiatus néptribunus törvénysértés miatt börtönbe vetteti.
- Junius Brutus Callaicust Hispania Ulterior provinciába küldik, hogy leverje a luzitán háború után megmaradt ellenállást. Az ellenfél gerillataktikája miatt válogatás nélkül végigdúlja Hispániát és eljut egészen a mai Dél-Galíciáig. A consul a luzitán háború veteránjai számára megalapítja Valentia Edetanorum coloniát (a mai Valenciát).

### Hellenisztikus birodalmak
- Meghal II. Attalosz pergamoni király. Utóda unokaöccse, III. Attalosz (Pergamon utolsó királya).
- VII. Antiokhosz szeleukida király Dorában ostrom alá veszi a trónbitroló Diodotosz Trüphónt, aki a tengeren át Apameiába menekül. Itt ismét ostrom alá kerül és végül öngyilkos lesz (más források szerint elfogják és kivégzik).

### Kína
- Vu császár a jüecsikhez küldi Csang Csient, hogy kössön szövetséget velük a hsziungnuk ellen, ám a hsziungnuk elfogják és tíz évig rabságban tartják. Ezalatt Csang Csien megházasodik és elnyeri a nomádok bizalmukat. Egy évtized elteltével megszökik és feladatának megfelelően elmegy a jüecsikhez, akik visszautasítják a szövetségi ajánlatot.

## Születések
- Lucius Cornelius Sulla római diktátor
- Phaidrosz, görög filozófus

## Halálozások
- II. Attalosz, pergamoni király
- Diodotosz Trüphón, szeleukida trónbitorló

## Fordítás
- Ez a szócikk részben vagy egészben  a(z)   138 av. J.-C. című francia Wikipédia-szócikk ezen változatának fordításán alapul.  Az eredeti cikk szerkesztőit annak laptörténete sorolja fel. Ez a jelzés csupán a megfogalmazás eredetét és a szerzői jogokat jelzi, nem szolgál a cikkben szereplő információk forrásmegjelöléseként.